# Creu de Pal de Castellbò
La Creu de Pal, de Castellbò en el municipi de Montferrer i Castellbò (Alt Urgell), és una creu de terme protegida com a bé cultural d'interès local.

## Descripció
És una creu esculpida en pedra, reproducció de la creu gòtica original que va ser en part destruïda durant la guerra civil. La creu està muntada damunt una pilastra de planta quadrangular realitzada en llicorella. La creu pròpiament dita és de pedra.

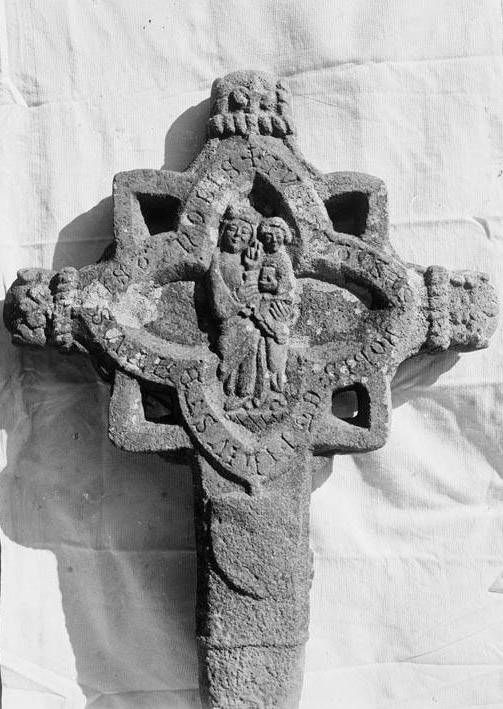
Anvers de la creu (entre 1900 i 1914)

 Sobre un eix cilíndric en forma de creu llatina es disposa una motllura quadrilobada, inscrita en un quadrat, que allotja al seu interior una crucifixió esculpida. El perfil quadrilobat conté una inscripció il·legible que sembla gòtica. Els tres braços superiors es rematen amb un collarí perlat i un floró esfèric que té relleus vegetals esculpits que semblen flors de lis. Al braç vertical inferior sembla intuir-se un escut.

## Història
Aquesta creu va ser trossejada durant la guerra civil espanyola. Durant la dècada del 1940 va ser substituïda per una reproducció, mentre que la part conservada de la creu original es guarda al Museu Diocesà d'Urgell.